# The Essanay Film Manufacturing Company

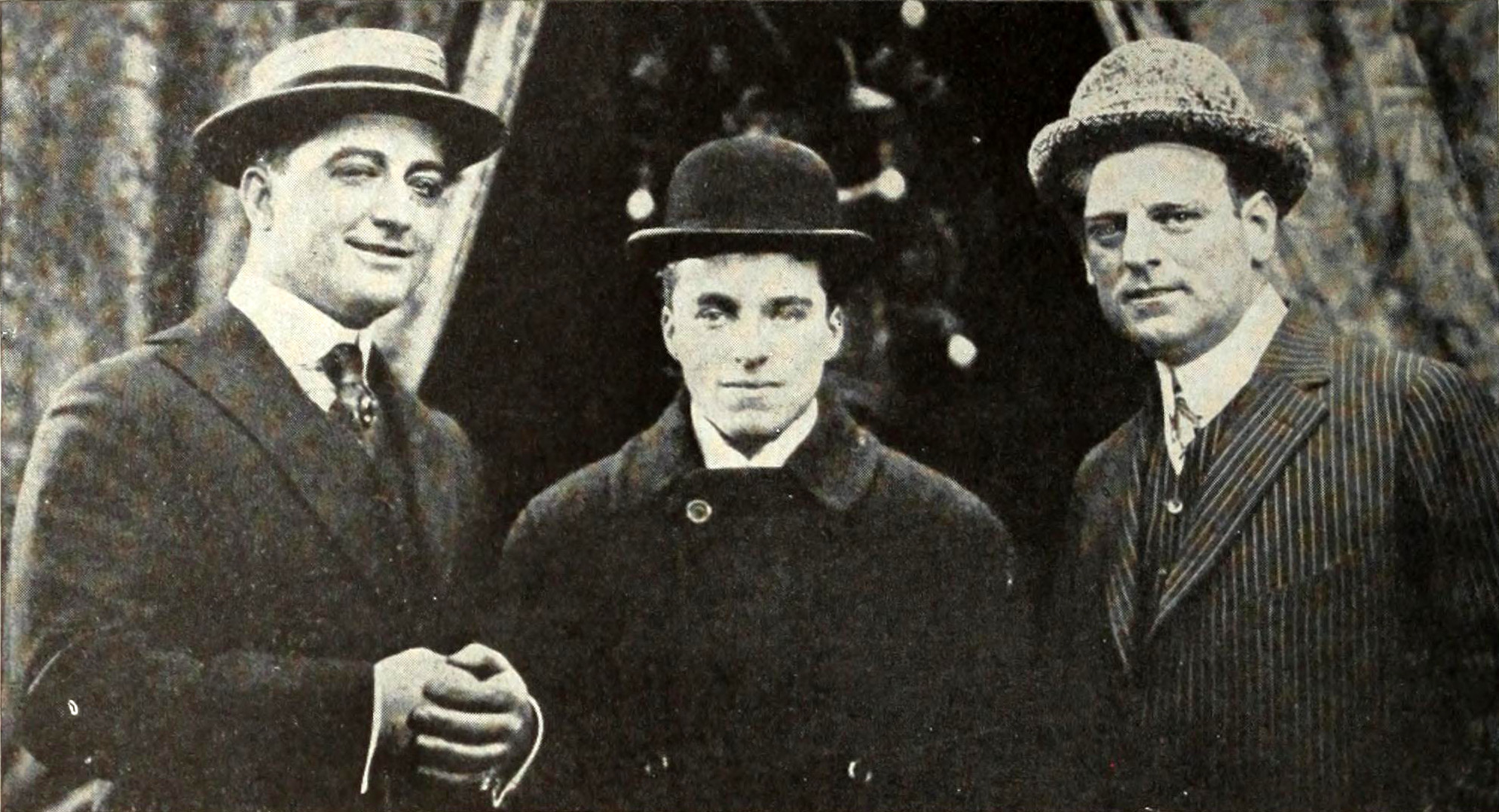
Les stars d'Essanay en 1915 : Francis X. Bushman, Charlie Chaplin et Gilbert M. Anderson.

The Essanay Film Manufacturing Company, parfois appelée Essanay Studios, est une société de production de cinéma américaine, fondée sous ce nom en 1907 à Chicago par George Kirke Spoor et Gilbert M. Anderson. Initialement la compagnie se nommait The Peerless Film Company mais elle est renommée, Essanay la même année, à partir de la transcription phonétique des initiales des deux fondateurs : Spoor et Anderson comme « S and A »,.
Les deux dirigeants se partagèrent, en 1913, la gestion des studios d'Essanay, Spoor s'occupant des studios d'Uptown, près de Chicago alors qu'Anderson gérait ceux de Niles près de Fremont en Californie.
Plus de 2 000 films muets seront en tout réalisés dans les studios d'Essanay dont la plupart à Niles, en Californie. Malheureusement, faire un bon film n'était pas dans les objectifs de la compagnie qui, faisant partie des premières dans l'industrie du Muet, était protégée par des brevets qui leur conféraient une situation de monopole.

## Marque commerciale d'Essanay
La marque commerciale apparaissant, entre autres dans les prologues des productions d'Essanay, a été dessinée par la sœur de Spoor en 1907, alors qu'elle était étudiante à l'école d'Art. Elle représente le profil droit d'une tête d'Indien, coiffée d'un chapeau à plumes de chef indien, logée dans un macaron. Les affiches publicitaires annonçant la sortie prochaine des films de la compagnie ont dans l’entête deux visages indiens de profil se regardant l'un l'autre.

## Studio d'Essanay de Chicago
Depuis les premières années du cinéma muet, un cinquième des films était produit dans ses studios, à Chicago, devenue alors la capitale du Muet. Mais, au fil du temps et en dépit d'un certain succès, les dirigeants de la compagnie peinent à motiver des réalisateurs de renom et à recruter de nouveaux talents. Ainsi, ils laissent partir sans aucun contrat, une jeune fille - pourtant déjà comédienne sur les planches de Broadway - que sa mère amène en 1908 aux Studios (Mary Pickford). En revanche, Helen Ferguson et Colleen Moore, toutes deux futures WAMPAS Baby Stars de 1922 alors adolescentes motivées, et habitantes du quartier, y font leurs débuts en qualité de figurante.
Entre 1907 et 1916, près de 200 films muets sont produits dans ces studios, dont une partie de la production de Gilbert M. Anderson alias « Broncho Billy », quelques productions du français Max Linder et le seul et unique film de Charlie Chaplin réalisé entièrement, entre 1915 et mars 1916, titré His New Job. La société déménage définitivement en 1916, à Niles dans la banlieue de Fremont, en Californie, devenue le nouvel Eldorado du Muet.
Aujourd'hui, les studios de la société, situés dans le secteur d'Uptown à Chicago, ayant été préservés, représentent pour les Chicagoans un véritable monument historique.

## Studio d'Essanay de Californie
Les studios de Niles sont inaugurés en 1913.
Les bouleversements au sein de l'industrie du film, la défection de réalisateurs de renom et les disputes incessantes des deux dirigeants menèrent à l'effondrement de la société d'Essanay qui ferma définitivement ses portes en 1918.

## Principaux réalisateurs
- Dans les années 1900 :
  - Gilbert M. Anderson

- Dans les années 1910 :
  - Archer MacMackin
  - Arthur Mackley
  - Charles Brabin
  - Charles Chaplin
  - Clem Easton
  - David Kirkland
  - E.H. Calvert
  - E. Mason Hopper
  - Fred E. Wright
  - Gilbert M. Anderson
  - Hal Roach
  - Harry Beaumont
  - Jess Robbins
  - Lawrence C. Windom
  - Lloyd Ingraham
  - Richard Foster Baker
  - Roy Clements
  - Theodore Wharton
  - Tom Ricketts
  - Wallace A. Carlson
  - Wallace Beery

## Filmographie partielle

### Années 1900
- 1907 : An Awful Skate, or The Hobo on Rollers de Gilbert M. Anderson
- 1907 : Slow But Sure de Gilbert M. Anderson
- 1907 : Mr. Inquisitive de Gilbert M. Anderson
- 1907 : Life of a Bootblack de Gilbert M. Anderson
- 1907 : The Dancing Nig de Gilbert M. Anderson
- 1907 : The Vagabond de Gilbert M. Anderson
- 1907 : A Free Lunch de Gilbert M. Anderson
- 1907 : Where Is My Hair? de Gilbert M. Anderson
- 1907 : The Bell Boy's Revenge de Gilbert M. Anderson
- 1907 : A Christmas Adoption (réalisateur inconnu)
- 1908 : The Football Craze de Gilbert M. Anderson
- 1908 : Jack of All Trades de Gilbert M. Anderson
- 1908 : Novice on Stilts de Gilbert M. Anderson
- 1908 : A Home at Last de Gilbert M. Anderson
- 1908 : The Hoosier Fighter de Gilbert M. Anderson
- 1908 : Babies Will Play de Gilbert M. Anderson
- 1908 : Louder Please de Gilbert M. Anderson
- 1908 : The Dog Cop de Gilbert M. Anderson
- 1908 : All Is Fair in Love and War de Gilbert M. Anderson
- 1908 : Well-Thy Water de Gilbert M. Anderson
- 1908 : Juggler Juggles de Gilbert M. Anderson
- 1908 : Hypnotizing Mother-in-Law de Gilbert M. Anderson
- 1908 : The James Boys in Missouri de Gilbert M. Anderson
- 1908 : Don't Pull My Leg de Gilbert M. Anderson
- 1908 : Just Like a Woman de Gilbert M. Anderson
- 1908 : I Can't Read English de Gilbert M. Anderson
- 1908 : Oh, What Lungs! de Gilbert M. Anderson
- 1908 : Mama's Birthday de Gilbert M. Anderson
- 1908 : The Baseball Fan de Gilbert M. Anderson
- 1908 : Oh, What an Appetite de Gilbert M. Anderson
- 1908 : Soul Kiss de Gilbert M. Anderson
- 1908 : Beg Pardon de Gilbert M. Anderson
- 1908 : Breaking Into Society de Gilbert M. Anderson
- 1908 : The Impersonator's Jokes de Gilbert M. Anderson
- 1908 : The Effect of a Shave de Gilbert M. Anderson
- 1908 : An Obstinate Tooth de Gilbert M. Anderson
- 1909 : The Neighbors' Kids de Gilbert M. Anderson
- 1909 : The Haunted Lounge de Gilbert M. Anderson
- 1909 : The Crazy Barber de Gilbert M. Anderson
- 1909 : Ben Gets a Duck and Is Ducked (réalisateur inconnu)
- 1909 : Midnight Disturbance de Gilbert M. Anderson
- 1909 : A Tale of the West de Gilbert M. Anderson
- 1909 : A Mexican's Gratitude de Gilbert M. Anderson
- 1909 : A Hustling Advertiser de Gilbert M. Anderson
- 1909 : A Maid of the Mountains de Gilbert M. Anderson
- 1909 : On Another Man's Pass de Gilbert M. Anderson
- 1909 : Sleepy Jim de Gilbert M. Anderson
- 1909 : Three Reasons for Haste de Gilbert M. Anderson
- 1909 : A Case of Tomatoes de Gilbert M. Anderson
- 1909 : The Spanish Girl de Gilbert M. Anderson
- 1909 : The Heart of a Cowboy de Gilbert M. Anderson

### Années 1910
- 1910 : The Girl and the Fugitive de Gilbert M. Anderson
- 1910 : The Masquerade Cop de Gilbert M. Anderson
- 1911 : His Friend's Wife de Harry McRae Webster
- 1911 : Forgiven in Death de Gilbert M. Anderson
- 1912 : Broncho Billy and the Indian Maid de Gilbert M. Anderson
- 1913 : Mr. Dippy Dipped (réalisateur inconnu)
- 1914 : The Way of a Woman de Wallace Reid
- 1914 : Two Dinky Little Dramas of a Non-Serious Kind de George Ade
- 1914 : Snakeville's Rising Sons de Roy Clements
- 1915 : Broncho Billy And The Baby de Gilbert M. Anderson
- 1915 : The Western Way de Gilbert M. Anderson
- 1915 : His New Job de Charlie Chaplin
- 1915 : The Champion de Charlie Chaplin
- 1915 : A Night Out de Charlie Chaplin
- 1915 : The Outlaw's Awakening de Gilbert M. Anderson
- 1915 : The Shanty at Trembling Hill (réalisateur inconnu)
- 1915 : The Conflict (réalisateur inconnu)
- 1915 : Charlot dans le parc (In the Park) de Charlie Chaplin
- 1915 : A Jitney Elopement de Charlie Chaplin
- 1915 : The Tramp de Charlie Chaplin
- 1915 : Snakeville's Debutantes de Roy Clements
- 1915 : Broncho Billy and the Escaped Bandit de Gilbert M. Anderson
- 1915 : Sweedie and the Sultan's Present (réalisateur inconnu)
- 1915 : The Gallantry of Jimmy Rodgers (réalisateur inconnu)
- 1915 : By The Sea de Charlie Chaplin
- 1915 : Work de Charlie Chaplin
- 1915 : A Woman de Charlie Chaplin
- 1915 : The Fable of the City Grafter and the Unprotected Rubes (réalisateur inconnu)
- 1915 : The Battle of Snakeville de Roy Clements
- 1915 : Surgeon Warren's Ward (réalisateur inconnu)
- 1915 : The Bank de Charlie Chaplin
- 1915 : Shanghaied de Charlie Chaplin
- 1915 : A Night in the Show de Charlie Chaplin
- 1915 : Broncho Billy and the Claim Jumpers de Gilbert M. Anderson
- 1915 : Sweedie's Suicide (réalisateur inconnu)
- 1915 : By a Strange Road de Lawrence C. Windom
- 1915 : Burlesque on Carmen de Charlie Chaplin
- 1915 : The Great Deceit de Lawrence C. Windom
- 1915 : In the Palace of the King de Fred E. Wright
- 1915 : The Village Homestead de Joseph Byron Totten
- 1915 : Suppressed Evidence de Gilbert M. Anderson
- 1916 : Police de Charlie Chaplin
- 1918 : Triple Trouble de Charlie Chaplin*

- Le dernier film, "Triple Trouble" n'est pas un film officiel de Chaplin même si beaucoup de scènes ont été tournées par lui. Ce film est sorti avec des coupures et de nouvelles scènes réalisées par Leo White. La société Essanay ayant fermé en 1918, Chaplin n'avait pas le contrôle sur les films de cette période et n'a pas pu en empêcher la sortie[4].